# Karapet Sasnetsi
 (février 2019).
Karapet Sasnetsi (arménien : Կարապետ Սասնեցի Կարապետ Սասնեցի) est un écrivain et ecclésiastique  arménien des XIIe et du début du XIIIe siècle.

## Vie et action
Karapet Sasnetsi était vardapet et évêque de Sasoun (ru). D'une excellente éducation, il était célèbre pour son talent d’orateur. Il est connu pour son ouvrage De la vie et de la mort du saint vardapet Mesrop (arménien : «Ներբողեան յաղագս վարուց և մահուան Ս. Վարդապետին Մեսրոբայ» «Յաղագս վարուց և մահուան. Մեսրոբայ »  ). 
Il s'agit d'une Vita de Mesrop Machtots, écrite dans le style de l'homélie et de l'éloge panégyrique. Il n'a pas de valeur historique particulière, et la plupart des informations qu'il contient proviennent de la Vie de Machtots de Korioun et de l’Histoire de l’Arménie de Moïse de Khorène. Sur certains points, il en diffère cependant et coïncide avec le récit de Vardan Areveltsi. Ce dernier utilisait probablement l'ouvrage de Sasnetsi, ou les deux avaient une source commune.  
L'ouvrage présente un grand intérêt pour l'étude du vocabulaire arménien du Moyen Âge central, . 
L'œuvre de Sasnetsi est connue grâce à un manuscrit du XIIIe siècle (entre 1265 et 1272). 
Elle été imprimée pour la première fois en 1897, à Vagharchapat .